# Messier 87
Messier 87 (hay còn có tên gọi khác là Xử Nữ A hoặc NGC 4486, thường được viết gọn là M87) là một thiên hà elip siêu khổng lồ gồm 1 nghìn tỷ ngôi sao nằm trong chòm sao Xử Nữ. Là một trong những thiên hà có khối lượng lớn nhất trong vùng vũ trụ địa phương, M87 chứa 12.000 cụm sao cầu, lớn hơn nhiều so với khoảng 150 đến 200 cụm sao đang quay quanh Dải Ngân hà. Thiên hà này có một chùm tia plasma năng lượng cao phun ra từ lõi, di chuyển với vận tốc gần bằng vận tốc ánh sáng và kéo dài ít nhất một khoảng 1.500 parsec (4.900 năm ánh sáng). Ngoài ra, đây còn là một trong những nguồn bức xạ vô tuyến sáng nhất trên bầu trời, đồng thời là đối tượng nghiên cứu ưa thích của các nhà thiên văn nghiệp dư lẫn chuyên nghiệp.
Năm 1781, nhà thiên văn học người Pháp Charles Messier khám phá ra thiên hà này và phân loại nó là một tinh vân. Nằm cách Trái Đất 16,4 triệu parsec (53 triệu năm ánh sáng), M87 là thiên hà sáng thứ nhì ở phía bắc của cụm Xử Nữ đồng thời có nhiều thiên hà vệ tinh xung quanh. Không giống những thiên hà xoắn ốc hình đĩa, M87 không có làn bụi phân biệt mà thay vào đó, nó có hình ellipsoid đặc trưng của những thiên hà hình elip khổng lồ. Càng xa vùng trung tâm, độ sáng của thiên hà này càng giảm. Các ngôi sao trong M87 chiếm 1/6 khối lượng của cả thiên hà và phân bố đối xứng nhau theo hình cầu. Mật độ phân bố có xu hướng giảm dần khi di chuyển ra xa khỏi vùng trung tâm. Đáng chú ý, M87 có một lỗ đen siêu khối lượng hoạt động mạnh ở lõi, là thành phần chính của nhân thiên hà hoạt động. Hình ảnh của lỗ đen này được Kính thiên văn Chân trời sự kiện ghi lại bằng dữ liệu vào năm 2017 và công bố vào ngày 10 tháng 4 năm 2019.
M87 là nguồn phát xạ đa bước sóng mạnh mẽ, đặc biệt ở dải sóng vô tuyến. Phạm vi ranh giới ngoài cùng của nó mở rộng ra một khoảng bán kính 150 kilôparsec (490.000 năm ánh sáng), nơi khả năng thiên hà này va chạm với một thiên hà khác. Môi trường bên trong M87 bao gồm một lượng khí khuếch tán được làm giàu bằng những nguyên tố sinh ra từ sự tiến hóa của các ngôi sao.

## Lịch sử quan sát
Năm 1781, nhà thiên văn học người Pháp Charles Messier công bố một danh lục gồm 103 thiên thể có hình dạng giống tinh vân. Đây là một phần trong danh sách được tạo ra với ý định nhận dạng các thiên thể dễ nhầm lẫn với sao chổi. Trong những phiên bản tiếp theo, từng mục trong danh sách đều có thêm một tiền tố "M". Theo đó, M87 là thiên thể nằm ở vị trí thứ 87 trong bản kê này. Trong thập niên 80 của thế kỷ 19, thiên thể này được nhà thiên văn học người Ireland gốc Đan Mạch tên John Dreyer định danh là NGC 4486 trong quyển Danh mục chung mới về các tinh vân và cụm sao do chính ông tổng hợp nên, chủ yếu dựa trên quan sát của nhà thiên văn người Anh John Herschel.
Vào năm 1918, tại Đài quan sát Lick ở California, Hoa Kỳ, nhà thiên văn học Heber Curtis phát hiện ra sự khuyết thiếu của cấu trúc dạng xoắn ốc trong M87, đồng thời quan sát thấy "một chùm tia thẳng lạ... dường như là dòng vật chất mỏng nối với nhân thiên hà". Chùm tia này sáng rõ nhất khi quan sát ở vùng gần trung tâm. Một năm sau, xuất hiện một siêu tân tinh thuộc M87 đạt độ sáng tới cấp 21,5, tức mức cao nhất của cấp sao đo bằng ảnh chụp. Dẫu vậy, không ai để ý đến sự kiện này cho đến khi nhà thiên văn học người Nga Innokentii A. Balanowski kiểm tra các tấm phim chụp vào năm 1922.

### Được xem là một thiên hà

Trong lược đồ phân loại thiên hà mà Hubble đề xuất, M87 thuộc nhóm thiên hà E0

Năm 1922, nhà thiên văn học Hoa Kỳ Edwin Hubble chính thức liệt M87 vào danh sách tinh vân sáng nhất có dạng hình cầu. Bởi lẽ, tuy không có bất kỳ cấu trúc dạng xoắn ốc nào, nhưng nó lại cùng họ tinh vân phi thiên hà với tinh vân xoắn ốc. Đến năm 1926, Hubble trình bày cách thức phân loại mới, trong đó chỉ ra sự khác biệt giữa tinh vân ngoài thiên hà (vốn từng là các hệ sao độc lập) với tinh vân thuộc thiên hà. Theo cách thức phân loại này, M87 được xếp vào nhóm tinh vân loại E0 (tinh vân hình elip, nằm ngoài Dải Ngân hà và không có độ giãn dài rõ ràng).
Năm 1931, Hubble xếp M87 vào nhóm các thành viên thuộc Cụm Xử Nữ. Cùng thời điểm này, ông còn ước tính được khoảng cách từ Trái Đất đến đó là 1,8 triệu parsec (5,9 triệu năm ánh sáng). Sau đó, M87 trở thành tinh vân hình elip duy nhất nơi các ngôi sao độc lập có thể được phân biệt với nhau qua bước sóng khả kiến, mặc dù trên thực tế, việc phân biệt các cụm sao cầu với các ngôi sao độc lập tại một khoảng cách xa như vậy là bất khả thi. Trong quyển The Realm of the Nebulae xuất bản năm 1936, Hubble tiến hành đào sâu nghiên cứu các thuật ngữ đương đại và nhận ra rằng vài nhà thiên văn đã liệt những tinh vân bên ngoài Dải Ngân hà vào hàng các thiên hà bên ngoài trên cơ sở chúng là những hệ sao nằm ở rất xa thiên hà của chúng ta, trong khi một số nhà khoa học khác ưu tiên thuật ngữ tinh vân ngoài thiên hà hơn. Bởi vì thời điểm ấy, thuật ngữ thiên hà thường dùng để chỉ Dải Ngân hà. Vì thế cho nên, đến trước thời điểm năm 1954, M87 vẫn được ghi nhận là một tinh vân ngoài thiên hà.

### Nghiên cứu hiện đại
Vào năm 1947, các nhà khoa học phát hiện một nguồn sóng vô tuyến nổi bật mang tên Xử Nữ A nằm trùng với vị trí của M87. Nguồn sóng sau đó được xác nhận bắt nguồn từ chính thiên hà này vào năm 1953. Giả thuyết cho rằng nguồn sóng ấy có nguồn gốc từ chùm tia tương đối tính phóng ra từ lõi thiên hà. Theo đó, chùm tia trên rời nhân thiên hà tại vị trí 260°, kéo dài một khoảng 20" và mở rộng ra 2". Từ năm 1969 đến năm 1970, người ta còn phát hiện thêm một nguồn phát xạ sóng vô tuyến mạnh, gần như thẳng hàng với nguồn sáng của chùm tia. Năm 1966, tên lửa Aerobee 150 của Phòng thí nghiệm Nghiên cứu Hải quân Hoa Kỳ đã tìm ra Xử Nữ X-1, nguồn tia X đầu tiên trong chòm sao này. Đến ngày 7 tháng 7 năm 1967, tên lửa Aerobee xuất phát từ Bãi thử nghiệm tên lửa White Sands tiếp tục mang về thêm bằng chứng cho thấy nguồn tia Xử Nữ X-1 chính là thiên hà vô tuyến M87. Những quan sát sau đó về tia X do hai vệ tinh là HEAO 1 và Einstein thực hiện đều cho thấy rằng có một nguồn sóng phức tạp bao gồm nhân thiên hà hoạt động của M87. Mặc dù vậy, lượng tia X phát xạ tập trung ở vùng trung tâm thiên hà này thực tế rất ít.
M87 là một địa điểm thử nghiệm lý tưởng cho các phương pháp đo khối lượng của những lỗ đen siêu trọng ở trung tâm các thiên hà. Năm 1978, khi xây dựng mô hình chuyển động của các ngôi sao và sự phân bố khối lượng trong M87, các nhà khoa học đã phát hiện ra rằng khối lượng của vùng trung tâm thiên hà M87 có độ lớn gấp 5 tỷ lần Mặt Trời. Đến năm 1993, với mục đích hiệu chỉnh cầu sai trên Kính viễn vọng không gian Hubble, người ta tiến hành lắp đặt một thiết bị có tên gọi là COSTAR. Tiếp sau đó, để kiểm tra hiệu năng kỹ thuật của các thiết bị sau quá trình sửa chữa trên kính thiên văn này, các nhà khoa học đã dùng máy quang phổ đối tượng mờ (FOS) để đo vận tốc quay của đĩa khí bị ion hoá tại trung tâm thiên hà M87, như một "quan sát công bố sớm". Kết quả vượt ngoài mong đợi khi dữ liệu ghi trên máy quang phổ đã chỉ ra rằng có đến 70% khả năng tồn tại một lỗ đen, với khối lượng gấp 2,4 tỷ lần Mặt Trời nằm tại trung tâm thiên hà này.
Năm 2017, M87 trở thành đối tượng quan sát của Kính thiên văn Chân trời sự kiện (EHT). Một ấn bản do Tạp chí Vật lý thiên văn (The Astrophysical Journal) phát hành vào ngày 10 tháng 9 năm 2019 đã dành riêng 6 bài viết truy cập mở cho những kết quả mà kính thiên văn này thu thập được. Theo đó, dữ liệu mà EHT ghi lại chính là hình ảnh về vùng chân trời sự kiện bao quanh lỗ đen ở trung tâm thiên hà M87. Tấm ảnh được công bố trong một cuộc họp báo diễn ra cùng ngày, qua đó cho ta thấy hình ảnh thực tế đầu tiên về "cái bóng" của một lỗ đen.

## Quan sát

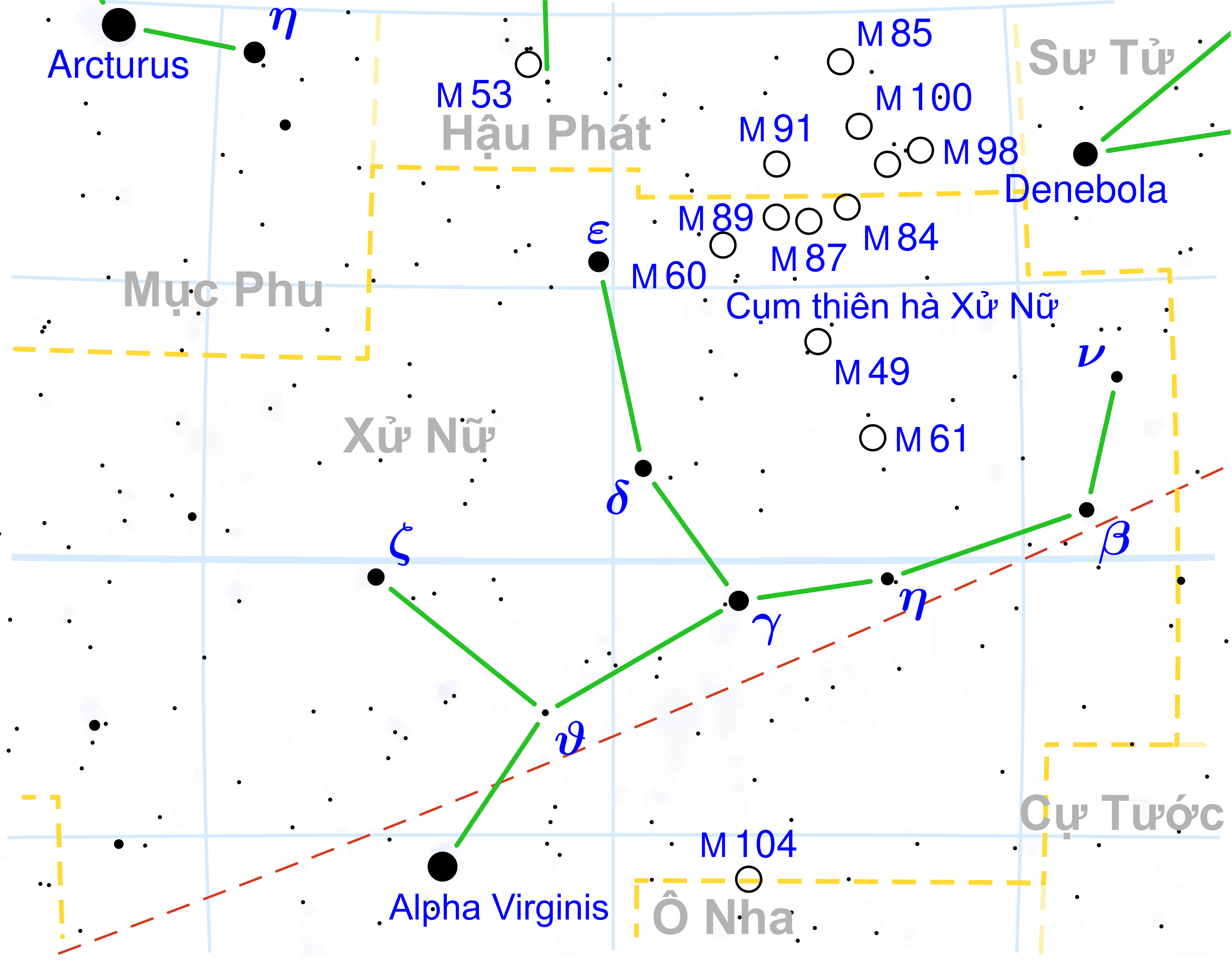
Vùng xung quanh thiên hà M87 trong chòm Xử Nữ

M87 nằm tại vị trí gần biên giới phía bắc của chòm Xử Nữ, nơi tiếp giáp với chòm Hậu Phát, đồng thời nằm giữa hai ngôi sao Epsilon Virginis và Denebola. Để quan sát thiên hà này, ta có thể dùng một kính viễn vọng nhỏ có độ mở là 6 cm (2,4 in) hướng về vùng có diện tích 7,2 × 6,8 phút góc trên bầu trời (diện tích vầng hào quang của M87), tại điểm có độ sáng bề mặt là 12,9 (vùng lõi cực kỳ sáng với chiều dài 45 giây góc). Mặc dù vậy, việc quan sát chùm tia tương đối tính lại là một thách thức nếu không có sự hỗ trợ của thiết bị ghi hình chuyên dụng. Trước năm 1991, chỉ có duy nhất nhà thiên văn học người Mỹ gốc Nga Otto Struve có thể dùng mắt thường quan sát chùm tia phát ra từ thiên hà M87, nhờ vào sự trợ giúp của kính viễn vọng Hooker có kích thước 254 cm (100 in). Trong những năm sau này, người ta đã có thể quan sát chùm tia này bằng các kính thiên văn không chuyên có kích thước lớn hơn dưới điều kiện thuận lợi.

## Đặc điểm
Trong biểu đồ phân loại hình thái thiên hà Hubble do nhà thiên văn học Pháp Gérard de Vaucouleurs cải biên, M87 thuộc nhóm thiên hà E0p. "E0" ở đây có nghĩa là một thiên hà hình elip không phẳng, có dạng cầu. Hậu tố "p" ám chỉ thiên hà bất thường. Đó là các thiên hà không khớp với những gì viết trong sơ đồ phân loại. Đối với trường hợp M87, tính bất thường bắt nguồn từ chùm tia sinh ra từ lõi của nó. Còn trong lược đồ Yerkes (Morgan), M87 được xếp vào thiên hà loại cD. Theo đó, lõi của thiên hà D có dạng giống như hình elip, được bao bọc bởi vùng rìa ngoài rộng lớn, không có bụi và khuếch tán ánh sáng. Khi một thiên hà loại D có kích thước lớn bất thường, thì lúc ấy nó sẽ là thiên hà cD.
Người ta dùng nhiều phép đo độc lập với nhau để ước tính khoảng cách từ Trái Đất đến thiên hà M87. Cách thức thường dùng là đo độ sáng của tinh vân hành tinh rồi đem so sánh với những thiên hà gần đó, nơi các nhà khoa học sử dụng các phương pháp "ngọn nến chuẩn" để dự đoán khoảng cách. Ngọn nến chuẩn đầu tiên là biến quang Cepheid, kế đến là sự phân bố các cụm sao cầu theo kích thước tuyến tính của chúng và cuối cùng là "đỉnh của nhánh sao khổng lồ đỏ" (sử dụng các sao khổng lồ đỏ được phân giải một cách độc lập). Ba phép đo trên nhất quán với nhau theo con số trung bình cộng là 16,4 ± 0,5 mêgaparsec (53,5 ± 1,63 triệu năm ánh sáng).
| Phạm vi kpc | Khối lượng ×1012 M☉ |
| 32          | 2,4                 |
| 44          | 3,0                 |
| 47          | 5,7                 |
| 50          | 6,0                 |

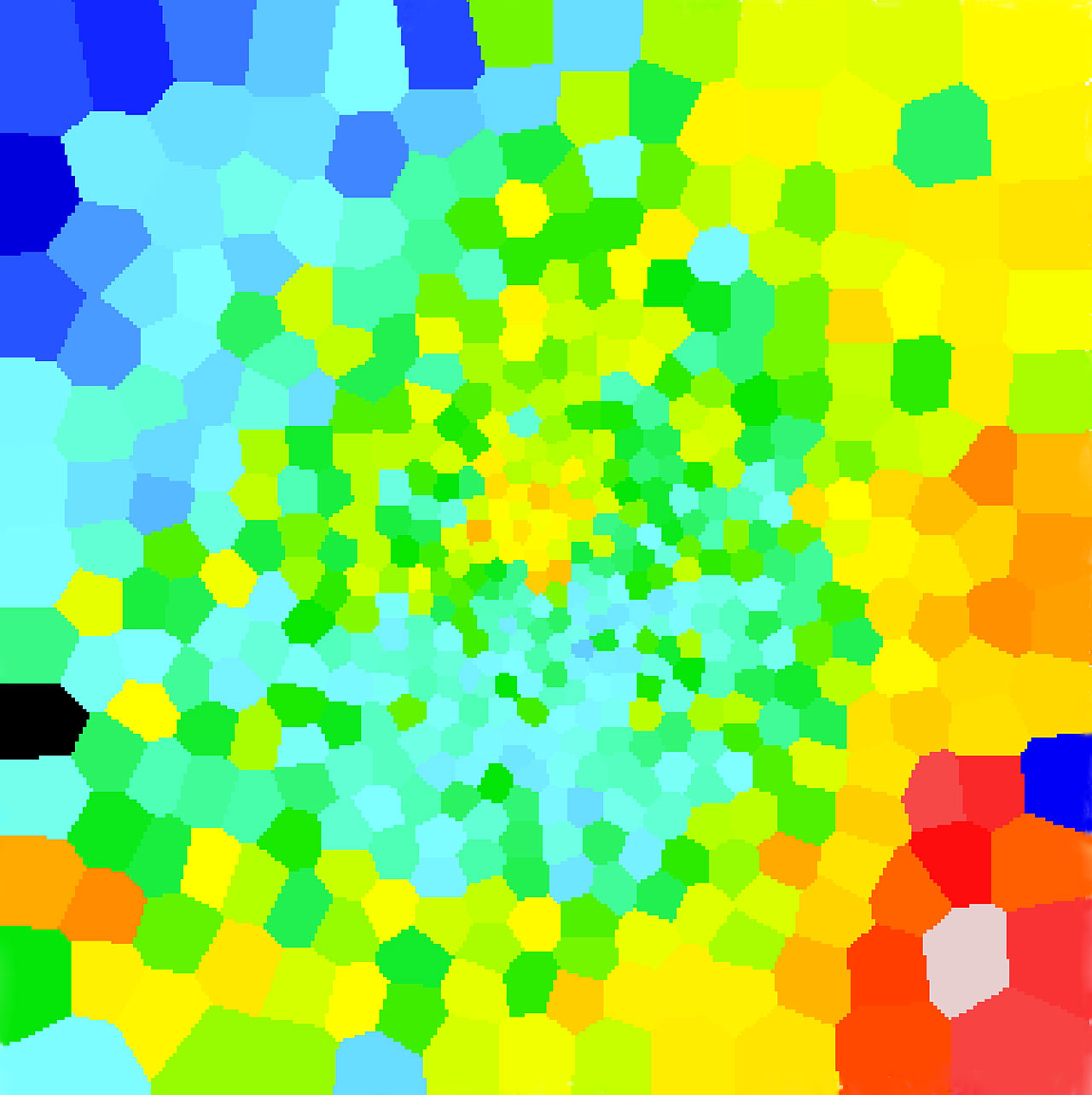
Biểu đồ vận tốc của các ngôi sao nằm ở trung tâm thiên hà M87 so với Trái Đất. Trong biểu đồ này, màu xanh lam đại diện cho chuyển động dần về phía Trái Đất và màu đỏ biểu thị chuyển động ra xa Trái Đất, còn màu vàng và xanh lục biểu thị các ngôi sao chuyển động với vận tốc thấp. Biểu đồ cho thấy chuyển động của các ngôi sao này hoàn toàn là ngẫu nhiên.

M87 là một trong những thiên hà có khối lượng lớn nhất trong vũ trụ địa phương. Đường kính của nó ước tính lên đến 240.000 năm ánh sáng, lớn hơn một chút so với thiên hà của chúng ta. Vì có khối lượng lớn như vậy nên thay vì có cấu trúc đĩa phẳng như những thiên hà hình elip thông thường, M87 lại trông giống hình cầu hơn. Xét về tương quan khối lượng, chỉ cần gói gọn trong một vùng bán kính 32 kilôparsec (100.000 năm ánh sáng), thiên hà này đã bằng 2,4 ± 0,6 × 1012 lần khối lượng Mặt Trời và gấp đôi khối lượng Dải Ngân hà. Tuy nhiên, giống như những thiên hà khác, chỉ một phần nhỏ trong khối lượng của M87 tồn tại ở dạng vật chất, tức là các ngôi sao. Cụ thể hơn, người ta ước tính tỉ lệ khối lượng so với độ sáng của M87 là 6,3 ± 0,8, đồng nghĩa với việc thiên hà này chỉ có một phần sáu khối lượng tồn tại ở dạng sao sinh ra năng lượng. Tỉ lệ này chênh lệch từ 5 đến 30, tăng dần theo số gia r1,7 (với r là khoảng cách từ nhân thiên hà ra xa một khoảng từ 9–40 kilôparsec (29.000–130.000 năm ánh sáng)). Tổng khối lượng của M87 có thể gấp 200 lần khối lượng của Dải Ngân hà.
Mỗi năm, M87 hấp thụ từ môi trường xung quanh một lượng khí bằng hai đến ba lần khối lượng Mặt Trời. Hầu hết lượng khí đó có thể sẽ bồi tụ vào vùng trung tâm. Vùng ngoại vi thiên hà có bán kính 150 kilôparsec (490.000 năm ánh sáng), lớn hơn nhiều so với bán kính 100 kilôparsec (330.000 năm ánh sáng) của Dải Ngân hà. Bên ngoài phạm vi này, vùng ngoại vi ấy trở nên phân tán hơn. Có nhiều nguyên nhân gây ra điều này. Một trong số đó có thể là kết quả của sự va chạm với thiên hà khác. Có bằng chứng về sự chuyển động tuyến tính của các sao đến vùng phía bắc trong thiên hà. Chuyển động này hình thành do tương tác kéo của lực thủy triều từ các thiên hà xoay quanh quỹ đạo cũng như các thiên hà vệ tinh đang chuyển động dần về phía M87. Ngoài ra, ở phía rìa ngoài của vùng đông bắc thiên hà còn tồn tại một dải khí nóng, bị ion hóa. Dải khí này dường như là tàn tích của một thiên hà nhỏ, giàu khí đã bị M87 nuốt chửng và hiện có thể đang được bồi đắp cho nhân thiên hà hoạt động của nó. M87 có ít nhất 50 thiên hà vệ tinh, hai trong số đó bao gồm NGC 4486B và NGC 4478.
Tại vùng trung tâm thiên hà M87, ta có thể tìm thấy vạch quang phổ của nhiều ion khác nhau, bao gồm hydro (HI, HII), heli (HeI), oxy (OI, OII, OIII), nitơ (NI), magie (MgII) và lưu huỳnh (SII). Điều đặc biệt là cường độ quang phổ vạch của các nguyên tử bị ion hoá yếu, chẳng hạn nguyên tử oxy trung tính (OI) lại mạnh hơn so với các nguyên tử bị ion hoá mạnh, chẳng hạn nguyên tử oxy bị ion hoá gấp đôi (OIII). Nhân thiên hà có các đặc tính quang phổ như vậy được gọi là "vùng vạch phát xạ hạt nhân ion hóa thấp". Cơ chế và nguồn gốc của quá trình ion hóa hầu hết các vạch quang phổ yếu trong vùng này và cả trong thiên hà M87 hiện vẫn đang là đề tài tranh luận. Nguyên nhân có thể là do sự kích thích của sóng xung kích lên các phần bên ngoài đĩa bồi tụ hoặc quá trình quang hoá tại vùng phía trong do tác động của chùm tia tương đối tính.
Những thiên hà elip giống như M87 được cho là hình thành nên từ một hoặc nhiều lần hợp nhất các thiên hà nhỏ hơn. Thông thường, các thiên hà này chứa khá ít khí lạnh liên sao (so với những thiên hà xoắn ốc) nhưng lại có vô số các ngôi sao già cỗi. Hình dạng elip của M87 được duy trì bởi chuyển động ngẫu nhiên theo quỹ đạo của các ngôi sao cấu thành nên nó. Chuyển động này trái ngược hoàn toàn với hình thái xoay tròn có trật tự hơn thường xuất hiện trong các thiên hà xoắn ốc giống Dải Ngân hà. Bằng việc sử dụng kính thiên văn cỡ lớn (VLT) để nghiên cứu chuyển động của khoảng 300 tinh vân hành tinh, các nhà thiên văn học còn phát hiện ra rằng M87 từng nuốt chửng một thiên hà xoắn ốc cỡ vừa đang trong giai đoạn hình thành sao trong hơn hàng tỉ năm qua. Điều này dẫn đến việc có một số ngôi sao trẻ hơn, với quang phổ thiên về màu xanh lam hợp nhất vào M87. Ngoài ra, những đặc tính đặc biệt của quang phổ thuộc tinh vân hành tinh chính là tiền đề giúp cho các nhà thiên văn khám phá ra dạng cấu trúc ngoằn ngoèo giống như hình dích dắc tại quầng thiên hà. Đây là dạng cấu trúc sinh ra từ quá trình trộn lẫn một cách không hoàn chỉnh không gian pha của thiên hà khác vào trong M87.

## Thành phần

### Lỗ đen siêu khối lượng M87* (Pōwehi)

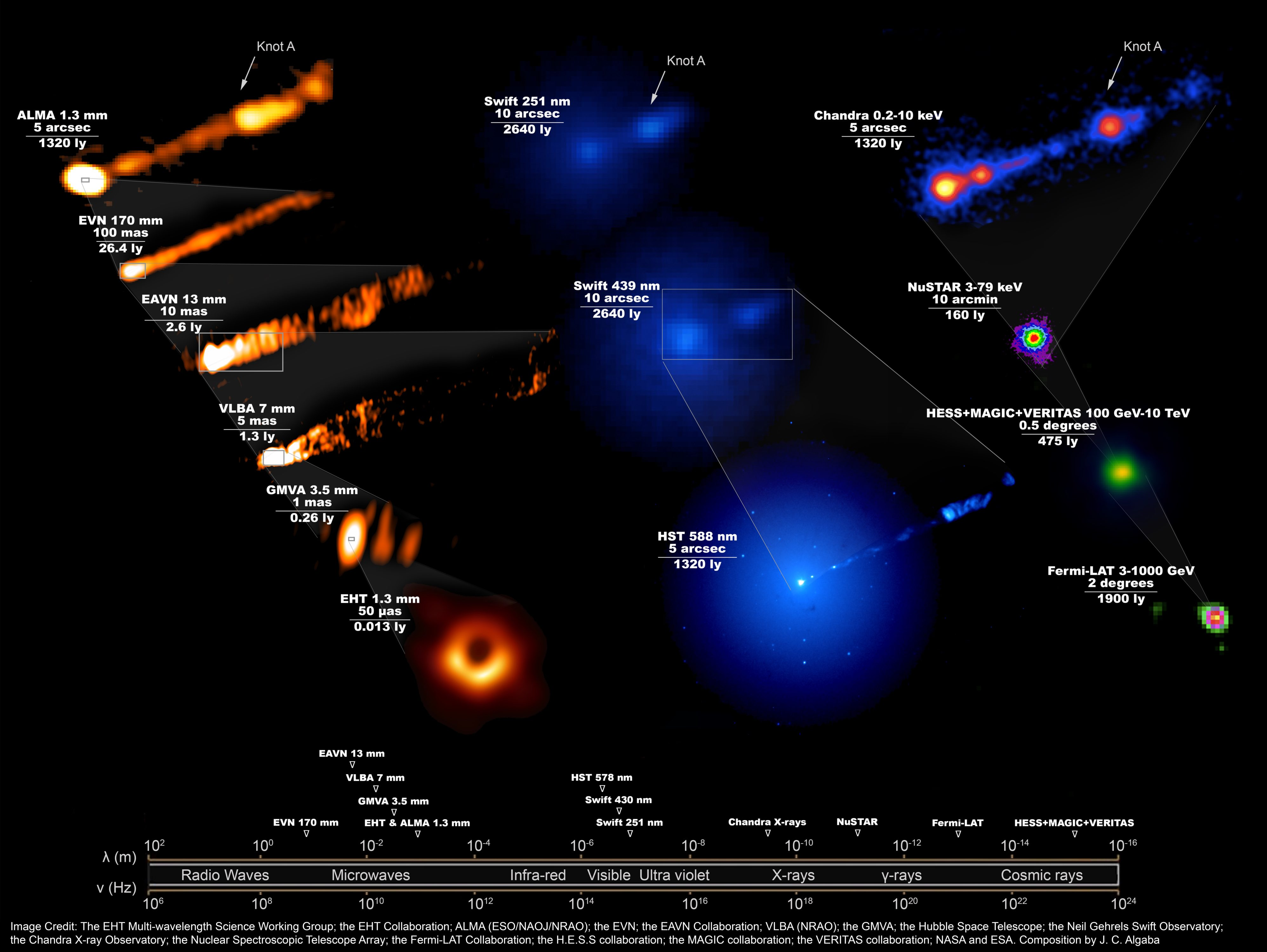
Bức ảnh cho thấy toàn bộ quá trình quan sát lỗ đen siêu khối lượng bên trong thiên hà M87 trong suốt chiến dịch quan sát lỗ đen này vào năm 2017. Trong ảnh là toàn bộ quang phổ điện từ của lỗ đen này. Quá trình quan sát đòi hỏi sự cộng tác của 19 cơ sở trên mặt đất lẫn ngoài không gian. Bức ảnh đã cung cấp một cái nhìn rõ hơn về độ lớn của lỗ đen và chùm tia tương đối tính phun ra từ lõi của nó. Hình ảnh chùm tia tương đối tính nằm ở góc trên bên trái của bức ảnh được chụp bởi Đài thiên văn ALMA đặt tại Chile, cho thấy kích cỡ tương đồng với chùm tia tương đối tính mà Kính viễn vọng không gian Hubble và hình ảnh bức xạ tia X do Đài quan sát tia X Chandra chụp trước đó.

Tại vùng trung tâm thiên hà tồn tại một lỗ đen siêu khối lượng, nặng gấp hàng tỉ lần Mặt Trời mang tên M87*. Theo ước tính của các nhà khoa học, khối lượng của lỗ đen này rơi vào khoảng (3,5 ± 0,8) × 109 M☉ đến (6,6 ± 0,4) × 109 M☉. Đến năm 2016, một ước đoán khác lại cho rằng con số này gần bằng 7,22+0,34
−0,40×109 M☉. Tháng 4 năm 2019, nhờ sự hỗ trợ của Kính thiên văn Chân trời sự kiện, người ta đã đưa ra được các thông số đo đạc về khối lượng của nó là (6,5 ± 0,2stat ± 0,7sys) × 109 M☉. Đây là một trong những vật thể có khối lượng lớn nhất mà con người từng biết đến. Bao quanh lỗ đen là một đĩa khí bị ion hóa, xoay tròn với vận tốc xấp xỉ 1.000 km/s và nằm trong mặt phẳng gần như vuông góc với chùm tia phóng ra từ bên trong. Đường kính tối đa của đĩa khí này là 25.000 đơn vị thiên văn (0,12 pc; 0,40 ly; 3,7×1012 km). Để tiện so sánh, khoảng cách trung bình từ Sao Diêm Vương đến Mặt Trời chỉ là 39,5 đơn vị thiên văn (0,000192 pc; 5,91×109 km). Bên cạnh đó, cứ mỗi mười năm, khối lượng các chất khí mà hố đen này hấp thụ đúng bằng khối lượng của toàn bộ Mặt Trời. Nói một cách dễ hiểu thì bình quân mỗi ngày, M87* hấp thụ một lượng khối lượng gấp 90 lần khối lượng Trái Đất. Ngoài ra, bán kính hấp dẫn của M87* có chiều dài 5,9 × 10−4 parsec (1,9 × 10−3 ly), tương đương với khoảng 120 lần quãng đường từ Trái Đất đến Mặt Trời.
Một nghiên cứu năm 2010 cho thấy M87* đã lệch ra khỏi trung tâm thiên hà một quãng đường bảy parsec (23 năm ánh sáng). Hướng dịch chuyển được xác định là ngược lại với chùm tia phóng ra từ bên trong lỗ đen. Điều này chứng tỏ gia tốc của nó phải bằng với gia tốc của chính chùm tia này. Giả thuyết cho rằng hiện tượng trên xảy ra do kết quả của hai lỗ đen siêu khối lượng hợp nhất với nhau. Tuy nhiên, nghiên cứu tiến hành một năm sau đó lại không tìm thấy số liệu nào chứng tỏ sự dịch chuyển này thực sự tồn tại. Năm 2018, một nghiên cứu khác được thực hiện dưới sự hỗ trợ của hình ảnh có độ phân giải cao cũng khẳng định rằng độ lệch biểu kiến của M87* so với thiên hà chứa nó chỉ là ảnh hưởng từ những biến đổi tạm thời trong độ sáng của chùm tia chứ không phải do quá trình dịch chuyển.
M87* là lỗ đen đầu tiên và duy nhất tính đến nay được chụp lại. Tháng 4 năm 2017, các nhà khoa học bắt đầu tiến hành xây dựng dữ liệu nhằm tạo ra bức ảnh hoàn chỉnh. Quá trình này kéo dài trong suốt năm 2018. Đến ngày 10 tháng 4 năm 2019, bức ảnh chính thức được công bố. Quá trình quan sát được vận hành bởi nhiều đài quan sát đa bước sóng trên khắp thế giới. Trên tấm ảnh ta thấy một vùng giống như "cái bóng" của lỗ đen, bao bọc xung quanh là một vòng tròn phát ra bức xạ không đối xứng. Vòng tròn ấy có đường kính là 3,36 × 10−3 parsec (0,0110 ly). Bán kính của "chiếc bóng" này dài hơn 2,6 lần bán kính Schwarzschild. Người ta ước tính tham số quay của M87* là 0,9 ± 0,1, tương đương với vận tốc quay xấp xỉ 0,4c.
Sau khi M87* được các nhà thiên văn chụp lại, nó được định danh là Pōwehi. Trong thánh ca Kumulipo của người Hawaii cổ, từ này có nghĩa là "nguồn tối của một sự sáng tạo vĩnh cửu". Ngày 24 tháng 3 năm 2021, dưới sự hỗ trợ của Kính thiên văn Chân trời sự kiện, các nhà khoa học lần đầu tiên đã chụp được ảnh của lỗ đen này dưới ánh sáng phân cực. Loại ánh sáng này cho phép các nhà thiên văn thăm dò những yếu tố vật lý của bức ảnh một cách chi tiết hơn, đồng thời cung cấp cho chúng ta thông tin về cường độ và hướng của từ trường bên trong quầng sáng ở "cái bóng" của M87*, cũng như cung cấp một cái nhìn rõ hơn về các lực tạo ra chuẩn tinh.

### Chùm tia tương đối tính
Tại lõi thiên hà M87, chùm tia tương đối tính thoát ra và trải dài một khoảng ít nhất 1,5 kilôparsec (5.000 năm ánh sáng). Chùm tia này mang theo một lượng vật chất từ lỗ đen siêu khối lượng. Dòng vật chất đó cực kỳ chuẩn trực, gần như cố định tại góc 60° trong phạm vi 0,8 pc (2,6 năm ánh sáng), góc 16° trong phạm vi hai parsec (6,5 năm ánh sáng) và khoảng 6–7° trong phạm vi mười hai parsec (39 năm ánh sáng) tính từ lõi thiên hà. Phần đáy của chùm tia có chiều dài 5,5 ± 0,4 bán kính Schwarzschild. Nguồn năng lượng mà chùm tia này sở hữu có thể hình thành nên từ đĩa bồi tụ chuyển động thuận quanh lỗ đen. Theo quan sát của nhà thiên văn học người Mỹ gốc Đức Walter Baade, nguồn ánh sáng do chùm tia phát ra bị phân cực. Quan sát này chỉ ra rằng năng lượng của chùm tia có nguồn gốc từ các electron chuyển động với vận tốc tương đối tính trong từ trường. Tổng năng lượng của các electron này ước tính rơi vào khoảng 5,1 × 1056 ergs (5,1 × 1049 jun hay 3,2 × 1068 eV), gần bằng 1013 năng lượng do Dải Ngân hà sản ra trong một giây (5 × 1036 jun). Bao quanh chùm tia còn có các hạt phi tương đối tính chuyển động chậm hơn nhiều so với vận tốc ánh sáng. Chưa dừng lại ở đó, các nhà khoa học còn tìm được bằng chứng cho thấy thực sự tồn tại một chùm tia tương tự, nhưng ngược chiều với chính chùm tia mà chúng ta đang quan sát. Bất chấp điều này, việc quan sát chùm tia ấy vẫn là bất khả thi vì nó chuyển động ngược hướng so với Trái Đất. Ngoài ra, chùm tia chúng ta quan sát thấy cũng đang tiến động, tạo ra một dạng dòng chảy xoắn ốc dài 1,6 parsec (5,2 năm ánh sáng). Các "thùy vô tuyến" sinh ra từ chùm tia ấy có thể dàn trải trên một phạm vi 80 kilôparsec (260.000 năm ánh sáng).
Trong bức ảnh do Kính viễn vọng không gian Hubble chụp vào năm 1999, chuyển động đo được trong chùm tia tương đối tính tại thiên hà M87 có vận tốc từ bốn đến sáu lần vận tốc ánh sáng. Đây là hiện tượng chuyển động siêu ánh sáng, một dạng ảo giác gây ra bởi vận tốc tương đối tính của chùm tia này. Cụ thể, khoảng thời gian giữa hai xung ánh sáng bất kỳ do dòng vật chất phát ra sẽ ngắn hơn thời gian thực tế theo mắt người quan sát. Nguyên nhân là do đối với người quan sát, chùm tia chuyển động với vận tốc gần bằng vận tốc ánh sáng, từ đó tạo ra cảm giác vận tốc lúc đó nhanh hơn ánh sáng. Đây là dạng chuyển động thường dùng để lý giải cho hiện tượng tương tự (với các góc quan sát khác nhau) xảy ra trong các chuẩn tinh, thiên thể BL Lac cùng các thiên hà vô tuyến, nơi tồn tại nhân thiên hà hoạt động. Không những thế, người ta còn cho rằng M87 là một thiên thể BL Lac, vì khi quan sát từ một góc tương đối lớn, nhân thiên hà có độ sáng thấp hơn độ sáng của chính thiên hà đó. Ngoài ra, các nhà khoa học cũng quan sát được sự biến thiên của thông lượng, đặc trưng của những thiên thể BL Lac ngay trong chính thiên hà này.

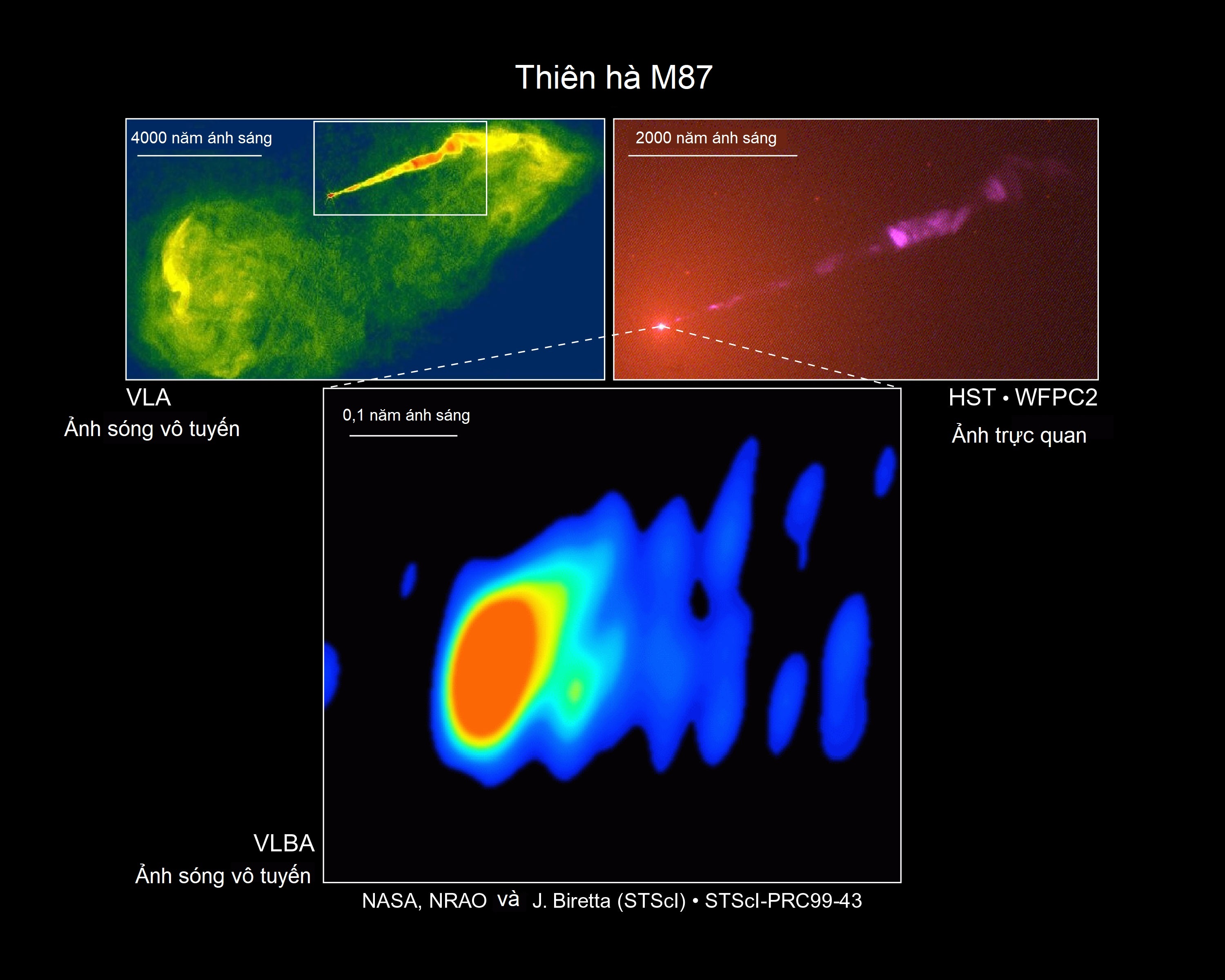
Hình ảnh bước sóng vô tuyến của M87 cho thấy lõi thiên hà M87 đang phát xạ sóng vô tuyến.

Các quan sát chỉ ra rằng tốc độ vật chất bị đẩy ra khỏi lỗ đen siêu khối lượng luôn thay đổi. Sự không cố định này sinh ra sóng áp suất trong vùng khí nóng bao quanh thiên hà M87. Đài quan sát tia X Chandra đã phát hiện ra các cấu trúc có dạng hình vòng giống như thòng lọng cùng các cấu trúc hình tròn bên trong vùng khí này. Sự phân bố của chúng chứng tỏ những vụ nổ nhỏ vẫn thường xảy ra với tần suất vài triệu năm một lần. Mặc dù vậy, vẫn có vòng tròn hình thành nên do kết quả từ một vụ nổ tương đối lớn, tạo ra sóng xung kích có đường kính 26 kilôparsec (85.000 năm ánh sáng) xung quanh lỗ đen. Không những thế, quan sát còn chỉ ra có các cấu trúc dạng sợi nhỏ, phát ra tia X với chiều dài lên đến 31 kilôparsec (100.000 năm ánh sáng), cũng như một cái hốc lớn bên trong vùng khí nóng, xuất hiện sau một vụ nổ lớn cách đây 70 triệu năm. Việc các vụ nổ xảy ra với tần suất liên tục đã ngăn không cho nguồn chất khí khổng lồ nguội đi và tái khởi động quá trình hình thành sao. Điều này ảnh hưởng rất lớn đến sự tiến hóa của M87, khiến nó không thể trở thành một thiên hà xoắn ốc lớn. Bên cạnh đó, theo như quan sát, các vụ nổ khác nhau còn tạo ra âm thanh có cường độ dao động từ 56 đến 59 quãng tám, thấp hơn nốt Đô.
M87 là nguồn tia gamma cực mạnh, tia hoạt động mạnh nhất trong quang phổ điện từ. Kể từ cuối thập niên 90 của thế kỷ 20, người ta đã bắt đầu quan sát các tia gamma sinh ra từ thiên hà này. Đến năm 2006, nhờ sự hỗ trợ của Hệ thống Lập thể Năng lượng cao, các nhà khoa học cuối cùng cũng tính toán được sự biến thiên trong thông lượng của tia gamma từ thiên hà M87 và nhận ra rằng sự biến thiên này chỉ kéo dài vỏn vẹn trong vài ngày. Khoảng thời gian ngắn ngủi ấy chứng tỏ có khả năng cực cao nguồn tia gamma đó chính là một lỗ đen siêu khổng lồ. Nói chung, đường kính của nguồn phát xạ càng nhỏ thì sự biến thiên của thông lượng càng nhanh và ngược lại.
Kính viễn vọng không gian Hubble cùng với Đài quan sát tia X Chandra còn phát hiện ra một điểm được gọi là "nút thắt" (định danh là HST-1) trong dòng vật chất sinh ra từ M87. "Nút thắt" này nằm cách trung tâm thiên hà khoảng 65 parsec (210 năm ánh sáng). Tính đến năm 2006, cường độ tia X trong nút thắt này đã tăng lên 50 lần chỉ trong vòng 4 năm. Kể từ sau thời điểm đó, sự phát xạ của tia X cũng dần suy giảm theo nhiều cách khác nhau.
Sự tương tác giữa chùm tia plasma sinh ra từ lõi thiên hà và môi trường xung quanh đã tạo ra các "thùy vô tuyến" ngay bên trong các thiên hà hoạt động. Các "thùy" này xuất hiện theo cặp và thường đối xứng với nhau. Hai "thùy vô tuyến" của M87 cùng trải rộng trên một vùng có phạm vi lên đến 80 kiloparsec, trong khi phần bên trong của chúng mở rộng ra hai kiloparsec, đồng thời phát ra bước sóng vô tuyến mạnh mẽ. Một trong hai dòng vật chất sinh ra từ vùng này thẳng hàng với chính chùm tia, trong khi dòng vật chất còn lại di chuyển theo chiều ngược lại. Dòng vật chất bị méo mó và biến dạng, cho thấy nó ắt hẳn phải chạm trán với vùng plasma phân bố dày đặc bên trong các cụm thiên hà. Ở khoảng cách xa hơn, cả hai dòng vật chất khuếch tán thành các "thùy vô tuyến", bao quanh bởi một quầng sáng mờ bằng khí phát ra sóng vô tuyến.

### Môi trường liên sao
Không gian giữa các vì sao trong thiên hà M87 chứa đầy khí khuếch tán được làm giàu về mặt hóa học bởi các nguyên tố bắn ra từ các ngôi sao đi hết vòng đời của mình. Bên cạnh đó, các ngôi sao có khối lượng trung bình còn liên tục sản xuất ra carbon và nitơ khi chúng trải qua giai đoạn "nhánh tiệm cận khổng lồ", còn các nguyên tố nặng hơn (từ oxy đến sắt) phần lớn sinh ra sau các vụ nổ siêu tân tinh. Ngoài ra, các siêu tân tinh suy sụp lõi là nơi sản sinh ra khoảng 60% nguyên tố nặng trong thiên hà M87, trong khi 40% còn lại bắt nguồn từ các siêu tân tinh loại Ia. Nồng độ oxy phân bố gần như đồng đều trong toàn bộ thiên hà, tương đương với khoảng phân nửa lượng oxy tại Mặt Trời. Trong khi đó, nguyên tố sắt chủ yếu phân bố tại vùng trung tâm với một lượng bằng giá trị của Mặt Trời. Vì oxy chỉ xuất hiện trong các siêu tân tinh suy sụp lõi, xảy ra trong giai đoạn đầu của các thiên hà, chủ yếu ở bên ngoài các vùng hình thành sao, nên do đó, sự phân bố của các nguyên tố nặng nêu trên chứng tỏ ngay từ giai đoạn khởi thủy, các nguyên tố sinh ra từ vụ nổ siêu tân tinh chính là yếu tố tạo ra sự phong phú cho môi trường của M87. Sau giai đoạn này, siêu tân tinh loại la trở thành nguồn cung cấp chính các nguyên tố trong suốt tiến trình lịch sử của nó. Mặc dù vậy, so với Dải ngân hà, lượng nguyên tố mà M87 lấy đi từ các nguồn này thực tế ít hơn rất nhiều.
| Nguyên tố | Sự phong phú (giá trị mặt trời) |
| C         | 0,63 ± 0,16                     |
| N         | 1,64 ± 0,24                     |
| O         | 0,58 ± 0,03                     |
| Ne        | 1,41 ± 0,12                     |
| Mg        | 0,67 ± 0,05                     |
| Fe        | 0,95 ± 0,03                     |

Kiểm tra M87 ở bước sóng hồng ngoại xa cho thấy sự dư thừa bức xạ ở bước sóng dài hơn 25 μm. Theo lẽ thường, điều này là chỉ dấu cho sự tỏa nhiệt từ bụi vũ trụ có nhiệt độ cao. Tuy nhiên, trong trường hợp của thiên hà M87, nguyên nhân có thể đến từ bức xạ đồng bộ từ bên trong chùm tia tương đối tính. Bên cạnh đó, tại lõi thiên hà, do tác động của quá trình phát xạ tia X nên chu kỳ tồn tại của các hạt silicat thường không kéo dài quá 46 triệu năm. Vì vậy, bụi vũ trụ trong M87 có thể biến mất do sự khắc nghiệt của môi trường hoặc bị kéo ra xa khỏi thiên hà. Lớp bụi này có tổng khối lượng không quá 70.000 lần khối lượng Mặt Trời. Bằng sự so sánh trên, người ta có thể phần nào dự đoán được lượng bụi mà Dải Ngân hà nắm giữ tương đương với một trăm triệu (108) đơn vị khối lượng Mặt Trời.
Mặc dù M87 là một thiên hà hình elip và do đó thiếu các làn bụi, đặc trưng của một thiên hà xoắn ốc, nhưng người ta lại quan sát thấy những cấu trúc hình sợi, phát sáng trong thiên hà này. Chúng trồi ra khi chất khí bồi tụ dần về phía lõi. Nguyên nhân có thể đến từ kích thích va chạm ngay khi các dòng khí đi xuống và đối mặt tia X tại vùng này. Những sợi này ước tính có khối lượng khoảng 10.000 lần Mặt Trời. Bao quanh thiên hà là một quầng sáng có nhiệt độ cao, chứa ít chất khí.

### Cụm sao cầu
M87 có một số lượng rất lớn các cụm sao cầu. Năm 2006, một cuộc nghiên cứu xung quanh bán kính 25′ ở vùng trung tâm đã đưa ra ước tính rằng có khoảng 12.000 ± 800 cụm sao cầu quay quanh thiên hà này, lớn hơn nhiều so với 150–200 cụm sao cầu đang quay quanh thiên hà của chúng ta. Các cụm sao trong M87 có sự phân bố về kích thước tương tự như Dải Ngân hà, hầu hết có bán kính hiệu dụng từ 1 đến 6 parsec. Càng ra xa trung tâm M87 thì kích thước của các cụm sao này cũng tăng dần theo. Trong phạm vi bán kính bốn kilôparsec (13.000 năm ánh sáng) tính từ tâm thiên hà, độ kim loại của cụm sao cầu bằng khoảng một nửa độ kim loại của Mặt Trời. Bên ngoài phạm vi bán kính này, càng ra xa vùng trung tâm, độ kim loại càng giảm. Ngoài ra, các cụm sao có độ kim loại thấp thường có kích thước lớn hơn các cụm sao giàu kim loại. Năm 2014, các nhà khoa học đã tìm ra cụm sao có vận tốc siêu lớn đầu tiên mang tên HVGC-1. Cụm sao này đang trong quá trình tách khỏi M87 với vận tốc 2.300 km/s. Theo suy đoán, đây là kết quả của một vụ va chạm trong phạm vi gần, cộng hưởng với sự tác động từ một lỗ đen nhị phân siêu lớn.
Theo các nhà khoa học, M87 có khoảng 100 thiên hà lùn siêu đặc. Chúng có hình dáng gần giống các cụm sao cầu nhưng có đường kính từ mười parsec (33 năm ánh sáng) trở lên, lớn hơn nhiều so với đường kính tối đa của một cụm sao cầu là ba parsec (9,8 năm ánh sáng). Vẫn chưa chắc chắn liệu đây có phải là những thiên hà lùn hay là một loại cụm sao cầu có đường kính khổng lồ.

## Môi trường

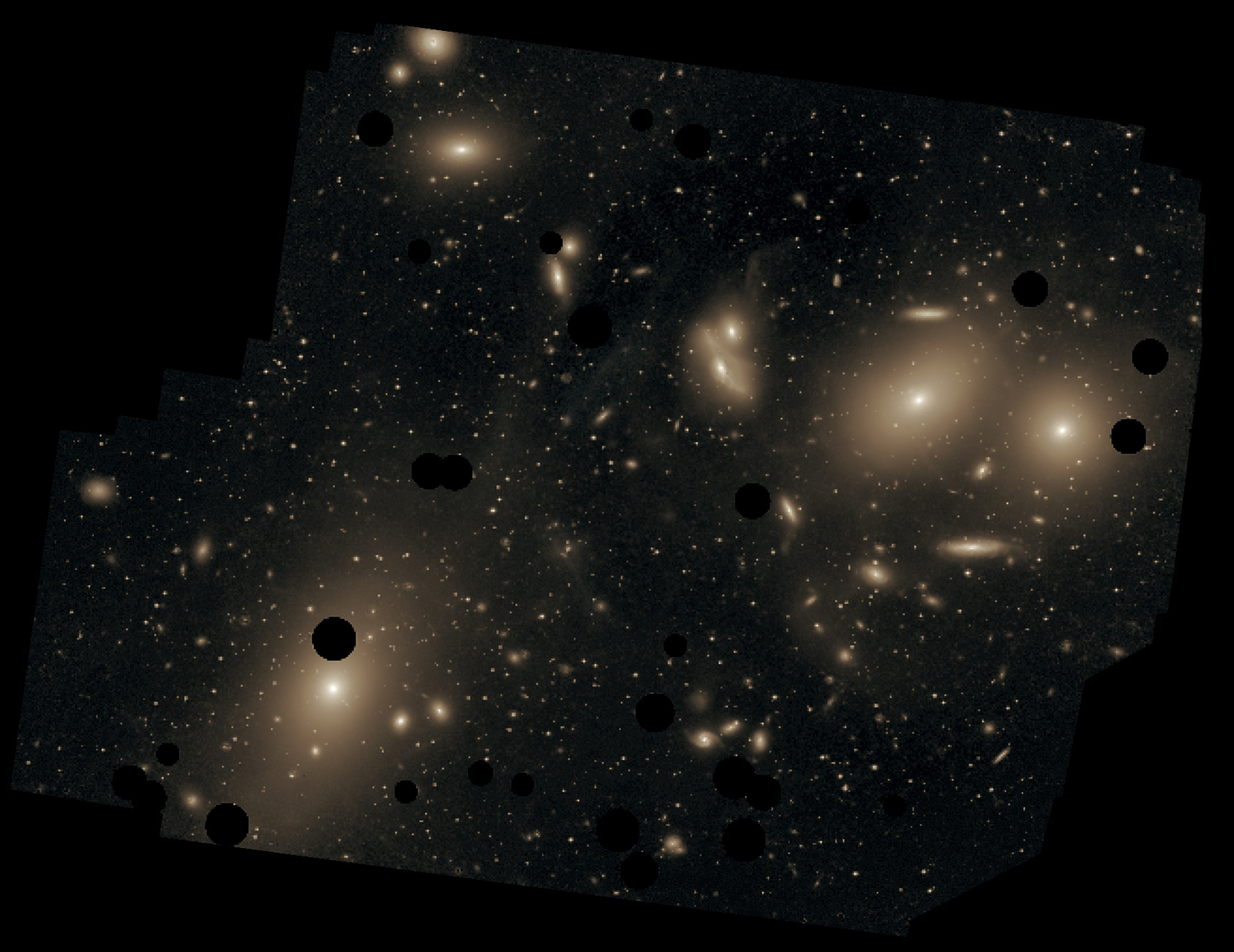
Ảnh chụp Cụm Xử Nữ (do Đài thiên văn Nam Châu Âu chụp vào năm 2009). Góc dưới bên trái là thiên hà M87 và nửa trên của tấm hình là Chuỗi Markarian. Các điểm tối trong ảnh là các ngôi sao sáng chói đã bị che mờ đi.

M87 tọa lạc gần trung tâm Cụm Xử Nữ – một cấu trúc khá đặc với gần 2.000 thiên hà. Cụm Xử Nữ là trung tâm của Siêu cụm Xử Nữ, nơi Nhóm Địa phương (bao gồm Ngân Hà) nằm ở ngoài rìa. Cụm Xử Nữ được chia thành ba hệ thiên hà con riêng biệt với trung tâm là ba thiên hà lớn (M87, M49 và M86) hoặc chia làm hai cụm thiên hà con với trung tâm là M87 (Xử Nữ A) và M49 (Xử Nữ B). Một số nhà khoa học cho rằng còn có cụm thiên hà con Xử Nữ C. Có một số lượng lớn các thiên hà elip và thiên hà hình hạt đậu phân bố quanh M87, cùng với đó là một chuỗi thiên hà elip trải dài theo chùm tia tương đối tính. Vì là thiên hà vượt trội về khối lượng so với các thành viên khác trong Cụm Xử Nữ nên M87 hầu như di chuyển tương đối ít so với toàn thể cụm thiên hà này. Do vậy, nó được xem như là trung tâm của toàn bộ Cụm Xử Nữ. Cụm này có khí quyển mỏng và phát ra tia X. Nhiệt độ của luồng tia X này giảm dần về phía trung tâm nơi thiên hà M87 cư ngụ. Tổng khối lượng của toàn bộ cụm thiên hà này ước tính lên tới 0,15–1,5 × 1015 khối lượng Mặt Trời.
Nhiều phép đo chuyển động của các cụm tinh vân hành tinh nằm giữa M87 và M86 cho thấy rằng hai thiên hà này đang di chuyển dần về phía nhau. Đây có thể là lần chạm trán đầu tiên giữa chúng. M87 có thể đã từng va chạm với M84 trong quá khứ. Bằng chứng rõ nét nhất là một phần thuộc vòng ngoài của quầng thiên hà M87 bị khuyết đi do lực tương tác thủy triều. Tuy nhiên, hiện tượng này có thể bắt nguồn từ việc thiên hà này co lại bởi một lượng vật chất không nhìn thấy từ vùng phía ngoài suy sụp vào trong nó. Có giả thuyết cho rằng đấy là vật chất tối. Một giả thuyết khác là khi quầng thiên hà đang hình thành, phản ứng từ hoạt động của nhân thiên hà M87 thời khai sinh đã tạo ra phần khuyết đó.